# L’Isle-d’Espagnac
L’Isle-d’Espagnac – miejscowość i gmina we Francji, w regionie Nowa Akwitania, w departamencie Charente.
Według danych na rok 1990 gminę zamieszkiwało 4795 osób, a gęstość zaludnienia wynosiła 806 osób/km² (wśród 1467 gmin regionu Poitou-Charentes L’Isle-d’Espagnac plasuje się na 36. miejscu pod względem liczby ludności, natomiast pod względem powierzchni na miejscu 1035.).